# Xawery Mielcarek
Xawery Mielcarek (ur. ok. 1970) – polski kierowca wyścigowy i przedsiębiorca. Dziesięciokrotny mistrz Polski.

## Życiorys
Urodził się około 1970 w rodzinie kierowcy rajdowego i wyścigowego Andrzeja Mielcarka (sześciokrotnego mistrza Polski). Z wykształcenia jest inżynierem mechanikiem. Młodszy brat, Sebastian również był kierowcą wyścigowym.
Prowadzi warsztat samochodowy w Puszczykowie.

## Wyniki

### Wyścigowe Samochodowe Mistrzostwa Polski
- 1993: zwycięstwo w Poznaniu w klasie H1[2] i wicemistrzostwo Polski[1]
- 1994: mistrzostwo Polski w klasie Inter H-1600[3]
- 1995: mistrzostwo Polski w klasie H-1600[4]
- 1997: mistrzostwo Polski w klasie H-1600[5]
- 1998: 4. miejsce w klasach: H-2000 i H-1600[6]
- 1999: mistrzostwo Polski w klasie H-2000[7]
- 2000: mistrzostwo Polski w klasie H-2000[8]